# Gangs of Wasseypur
Gangs of Wasseypur è un film del 2012 diretto da Anurag Kashyap e diviso in due parti, ovvero Gangs of Wasseypur – Part 1 e Gangs of Wasseypur – Part 2.
Entrambe le parti sono state presentate al Festival di Cannes 2012; la prima è uscita in India nel mese di giugno dello stesso anno, la seconda nel mese di agosto.

## Riconoscimenti
- Asia-Pacific Film Festival 2012: 
  - Jury Grand Prize a Anurag Kashyap
- BIG Star Entertainment Awards 2012: 
  - Best Debut - Female a Huma Qureshi
- National Film Awards 2013: 
  - Migliore audiografia a Alok De, Sinoy Joseph & Sreejesh Nair
  - Special Jury Award a Nawazuddin Siddiqui
- Filmfare Awards 2013: 
  - Miglior film (Riconoscimento della critica)
  - Miglior attrice (Riconoscimento della critica) a Richa Chadda
  - Miglior dialogo a Anurag Kashyap, Zeishan Quadri, Akhilesh & Sachin Ladia
  - Miglior azione a Sham Kaushal
- International Indian Film Academy Awards 2013: 
  - Miglior dialogo a Anurag Kashyap, Zeishan Quadri, Akhilesh & Sachin Ladia
  - Miglior azione a Sham Kaushal
- Screen Awards 2013: 
  - Best Villain a Tigmanshu Dhulia
  - Best Ensemble Cast
  - Best Action a Sham Kaushal